# تشارلز لي (سياسي)
تشارلز لي (بالإنجليزية: Charles Lee)‏ هو سياسي أسترالي، ولد في 13 نوفمبر 1842 في أستراليا، وتوفي في 16 أغسطس 1926 في أستراليا. حزبياً، نشط في حزب التجارة الحرة. وقد انتخب عضو الجمعية التشريعية نيو ساوث ويلز.